# Acherhof
Der Acherhof ist ein Gebäudekomplex mit Herrenhaus und Kulturdenkmal in Schwyz, dessen Ursprünge im 16. Jahrhundert liegen.

## Geschichte
Der Acherhof wurde um 1590 von Landammann Ulrich Auf der Maur-Büeler erbaut. Bereits 1636 verkaufte sein Sohn, der Landesstatthalter und Hauptmann Johann Ägidius Auf der Maur-Ab Yberg (1588–1644), an den Landammann und Oberstwachtmeister Wolf Dietrich Reding-Hässi (1593–1687). Unter Reding wurde das Täferzimmer gestaltet, das 1893 an das Historische Museum Basel verkauft wurde. Heute ist es im Hotel Wysses Rössli in Schwyz als Leihgabe eingebaut.
Um 1740 verkaufte die Familie Reding den Hof an den Pannherr Alois Werner Graf von Weber. Die Familie Weber führte in der Folge teilweise auch die Bezeichnung von Acher/vom Acher. Alois Werner von Weber liess ein neues Treppenhaus einbauen und um 1750 den Hof in ein traditionelles Herrenhaus in der Form eines herrschaftlichen Bauernhauses umbauen und dabei auch die Hofsituation mit dem Tor, dem verzierten Brunnen und prunkvollen Hauptportal gestalten. Ausserdem wurde an der Ostseite ein Anbau mit Treppenhaus, Gartensaal und einer Hauskapelle aufgerichtet. Der Stuck in den Räumen wurde durch die Tiroler Johann Georg Scharpf und Anton Klotz geschaffen, die auch an der Ausgestaltung der Pfarrkirche St. Martin mitwirkten. Anschliessend wurden nur noch Eingriffe vorgenommen, um die Räumlichkeiten an die Bedürfnisse der Zeit anzupassen.
1802 veräussert das Anwesen an den Kantonsschreiber Joachim Hediger-Müller (1774–1828), bevor es 1825 der Landammann Karl von Zay übernahm. Weitere Eigentümer war die Familie von Hettlingen, ab 1919 der Kunstmaler Hans Beat Wieland. Unter Wieland wurde der Hof renoviert, ausserdem wurde das Ensemble um einen Neubau mit Wohnung und Atelier ergänzt. 1931 erwarb der Pater Felizian Bessmer das Areal. Am 29. November 1931 wurde der Verein Altersheim Acherhof gegründet und ein Altersheim gegründet. An die Stelle des Vereins trat 1934 der Schwyzer Drittorden und 1937 eine Stiftung. In dieser Zeit übernahmen die Barmherzigen Schwestern vom heiligen Kreuz vom Kloster Ingenbohl die Pflege, 1947 die Franziskaner-Missionsschwestern von Maria Hilf. 1954 übernahm die selbständige kirchliche Stiftung Altersheim Acherhof den Hof, aus der 2014 die Stiftung Acherhof hervorging.
2017 stimmten die Schwyzer Bürger für grössere Um- und Neubaumassnahmen auf dem Areal. Diese sind noch nicht abgeschlossen.